# Villa Sant'Antonio
Villa Sant'Antonio é uma comuna italiana da região da Sardenha, província de Oristano, com cerca de 454 habitantes. Estende-se por uma área de 19 km², tendo uma densidade populacional de 24 hab/km². Faz fronteira com Albagiara, Assolo, Asuni, Mogorella, Ruinas, Senis.